# Phyllastrephus strepitans
Phyllastrephus strepitans é uma espécie de ave da família Pycnonotidae.
Pode ser encontrada nos seguintes países: Etiópia, Quénia, Moçambique, Somália, Sudão, Tanzânia e Uganda.
Os seus habitats naturais são: florestas secas tropicais ou subtropicais , savanas áridas e matagal árido tropical ou subtropical.